# Carl-Alexander Graubner
Carl-Alexander Graubner (* 1957) ist ein deutscher Bauingenieur für Hoch- und Ingenieurbau und war von 1996 bis 2020 Professor an der TU Darmstadt. Seit 2012 Obmann des Spiegelausschusses „Mauerwerk“ im DIN.

## Biographie
Carl-Alexander Graubner studierte von 1977 bis 1981 Bauingenieurwesen an der TU München mit der Vertiefung im Konstruktiven Ingenieurbau. Anschließend war er von 1982 bis 1988 als wissenschaftlicher Mitarbeiter am Institut für Massivbau der TU München beschäftigt und promovierte dort Anfang 1989. Von 1989 bis 1994 folgte eine Tätigkeit in der Bauindustrie als Technischer Abteilungsleiter der Philipp Holzmann/Held&Francke Bau AG in München. In dieser Zeit war er mit der Planung einer Reihe großer Bauvorhaben des Hoch, Industrie- und Brückenbaus befasst. Von ihm stammt u. a. die statische Berechnung einer weit gespannten integralen Spannbetonbrücke über den Rhein-Main-Donau-Kanal bei Berching in Bayern, die weltweit Beachtung gefunden hat. Des Weiteren waren er und sein Planungsteam in dieser Zeit auch für die Tragwerksplanung der Ethylenfabrik der Fa. BASF in Antwerpen verantwortlich. Von 1994 bis 1996 führte er ein eigenes Ingenieurbüro in München und bearbeitete z. B. den Entwurf und die Kostenschätzung für die geplante Transrapid-Trasse von Hamburg nach Berlin. Von 2001 bis 2020 war Graubner Gesellschafter und Mitglied der Geschäftsleitung bei der KHP König und Heunisch Planungsgesellschaft mbH in Frankfurt. Er begleitete als Prüfingenieur für Baustatik eine Vielzahl von Großprojekten wie etwa das Einkaufszentrum MyZeil, den Neubau der Europäischen Zentralbank, FOUR, ein aus vier Hochhäusern bestehendes Ensemble in Frankfurt, sowie verschiedene Neubauten am Frankfurter Flughafen. Im Jahr 2009 gründete er mit Partnern die Life Cycle Engineering Experts GmbH, welche sich mit Nachhaltigkeitsberatung im Bauwesen befasst.
1996 erhielt Graubner den Ruf als ordentlicher Professor auf den Lehrstuhl für Massivbau an der Technischen Universität Darmstadt. Bis zu seinem Eintritt in den Ruhestand im Jahr 2020 war er Geschäftsführender Direktor des Instituts für Massivbau und zudem von 2007 bis 2017 Mitglied der Universitätsversammlung. Er war federführend an der Entwicklung des Deutschen Gütesiegels für Nachhaltiges Bauen beteiligt und berät seit vielen Jahren verschiedene Bundes- und Landesministerien in Fragen des Nachhaltigen Bauens. Er ist Obmann des Normungsausschusses NA 005-06-01 „Mauerwerk“ beim DIN und Mitglied mehrerer Sachverständigenausschüsse des Deutschen Instituts für Bautechnik. Zudem vertritt er die deutschen Interessen in europäischen Normungsgremien auf dem Gebiet des Mauerwerksbaus. Seit 2018 ist er stellvertretender Vorsitzender des deutschen Ausschusses für Mauerwerk (DAfM). Graubner ist Mitherausgeber der Buchreihe „Mauerwerksbau aktuell“ sowie Mitglied des Redaktionsbeirats der Zeitschrift „Mauerwerk“.

## Schriften
- zusammen mit R. Rast: Mauerwerksbau Praxishandbuch für Tragwerksplaner. Beuth Verlag, Berlin 2017
- zusammen mit R. Geiger, V. Angelmaier, J. Kohoutek: Integrale Brücken. Ernst & Sohn Verlag, Berlin 2017
- zusammen mit M. Schmitt: Kalksandstein – Statikhandbuch  3. Auflage. Bundesverband Kalksandsteinindustrie e. V., Hannover [Hrsg.], Verlag Bau+Technik GmbH, Hannover 2014
- zusammen mit C. Alfes, W. Brameshuber, W. Jäger, W. Seim: Der Eurocode 6 für Deutschland – Kommentierte Fassung. Deutsche Gesellschaft für Mauerwerks- und Wohnungsbau e. V., Arbeitsgemeinschaft für zeitgemäßes Bauen e. V., Zentralverband Deutsches Baugewerbe, Bundesvereinigung der Prüfingenieure für Bautechnik e. V., Verband Beratender Ingenieure (VBI, Hrsg.) Beuth Verlag, Berlin, Verlag Ernst & Sohn, Berlin 2013
- zusammen mit W. Rossner: Spannbetonbauwerke. Teil 4: Bemessungsbeispiele nach Eurocode 2. Ernst & Sohn Verlag, München 2012
- zusammen mit W. Rossner: Spannbetonbauwerke. Teil 3: Bemessungsbeispiele nach DIN 1045-1 und DIN-Fachbericht 102. Ernst & Sohn Verlag, München 2005
- zusammen mit K. Hüske: Nachhaltigkeit im Bauwesen: Grundlagen – Instrumente – Beispiele. Ernst & Sohn Verlag, München 2003
- zusammen mit W. Rossner: Spannbetonbauwerke. Teil 2: Bemessungsbeispiele nach Eurocode 2. Ernst & Sohn Verlag, München 1997
- zusammen mit W. Rossner: Spannbetonbauwerke. Teil 1: Bemessungsbeispiele nach DIN 4227. Ernst & Sohn Verlag, München 1992
- zusammen mit D. Müller, N. Tran: Stochastische Simulation der Nutzlasten in Gebäuden. In: Vielfalt im Massivbau – Festschrift zum 65. Geburtstag von Prof. Dr.-Ing. Jürgen Schnell. Verlag Ernst & Sohn, Berlin 2018
- Mauerwerksbau (DIN EN 1996). In: Bautabellen für Ingenieure, 22. Auflage. Bundesanzeiger Verlag, Köln 2016
- zusammen mit M. Schmitt, V. Förster: Tragfähigkeitstafeln für unbewehrtes Mauerwerk nach DIN EN 1996-3/NA. In: Mauerwerksbau – Praxishandbuch für Tragwerksplaner. Bauwerk Beuth Verlag, Berlin 2017
- zusammen mit T. Proske, S. Hainer, M. Rezvani: Eco-Friendly Concretes With Reduced Water and Cement Content: Mix Design Principles and Experimental Tests. In: Handbook of Low Carbon Concrete (Elsevier), S. 63–87. 2017
- zusammen mit M. Six, J. Zeier: Spannbetonbau. In: Stahlbetonbau aktuell 2015 – Praxishandbuch. J. Hegger, P. Mark. [Hrsg.]. Bauwerk Beuth Verlag, Berlin 2015
- zusammen mit P. Wörner, A. Müller, M. Fischer: Gut gemeint – auch gut gemacht? Die Nachhaltigkeit der deutschen Energiewende auf dem Prüfstand, In: Energiewirtschaftliche Tagesfragen, Band 68, Heft 6, S. 40–44. EW Medien und Kongresse GmbH, Berlin 2018
- zusammen mit V. Förster: Tragfähigkeit unbewehrter Betondruckglieder bei zweiachsig exzentrischer Beanspruchung, In: Beton- und Stahlbetonbau, Heft 2, S. 136–146. Ernst & Sohn, Berlin 2018
- zusammen mit W. Neufert, I. Reuken, C. Müller, S. Palm, T. Proske, M. Rezvani: Leistungsfähigkeit klinkereffizienter Zemente mit Hüttensand und Kalkstein. In: Beton, Heft 3. 2017
- zusammen mit C. Weißmann, T. Hong: Analysis of heating load diversity in German residential districts and implications for the application in district heating systems, In: Energy and Buildings (Elsevier), Vol. 139, S. 302–313. Amsterdam, 2017
- zusammen mit S. Palm, T. Proske, M. Rezvani, S. Hainer, M. Christoph: Cements with high limestone content – Mechanical properties, durability and ecological characteristics of the concrete, In: Construction and Building Materials, Vol. 119, S. 308–318. 2016
- zusammen mit V. Förster: Simplified design concept for slender masonry walls – Vereinfachter Stabilitätsnachweis knickgefährdeter Mauerwerkswände, In: Mauerwerk 19, Heft 6. Verlag Ernst & Sohn, Berlin, 2015
- zusammen mit M. Schmitt, V. Förster: Mindestauflast auf Mauerwerkwänden – Eine realitätsnahe Betrachtung, In: Mauerwerk 19, Heft 4. Verlag Ernst & Sohn, Berlin, 2015
- zusammen mit N. Tran, J. Kohoutek: Querkrafttragfähigkeit von Stahlbetonbauteilen ohne Querkraftbewehrung. In: Beton- und Stahlbetonbau 110, Heft 4, S. 244–253. Verlag Ernst & Sohn, Berlin 2015
- zusammen mit B. Freund, T. Proske: Experimentelle Untersuchungen und numerische Verifizierung zum Frischbetondruck bei geneigten Schalungssystemen. In: Beton- und Stahlbetonbau 109, Heft 11, S. 803–811. Verlag Ernst & Sohn, Berlin 2014